# Siegmund von Meyer
Friedrich Siegmund von Meyer (* 11. September 1807 in Kassel; † 22. Oktober 1888 ebenda) war ein deutscher Jurist und Politiker.

## Leben
Von Meyer war der Sohn des Präsidenten der Generalkontrolle und späteren Finanzministers Friedrich Siegmund von Meyer (1775–1829) und dessen Ehefrau Charlotte Friederike von Schmerfeld (1776–1855), der Tochter des kurhessischen Regierungsdirektors Johann Daniel von Schmerfeld. Er heiratete 1832 Charlotte Schlarbaum (1809–1882), die Tochter des Regierungsprokurators Schlarbaum. Aus der Ehe gingen ein Sohn und drei Töchter hervor.
Er besuchte 1822 bis 1825 das Lyceum Fridericianum in Kassel und studierte 1825 bis 1829 Rechtswissenschaften in Marburg und Göttingen. 1829 wurde er Referendar und 1833 Assessor. 1839 bis 1843 war er Obergerichtsrat am Obergericht für die Provinz Niederhessen in Kassel, zeitgleich auch seit 1836 außerordentlicher Referent und ab 1841 provisorischer Vortragender Rat im Justizministerium. 1843 wurde er Legationsrat mit Vortrag im Außenministerium, ab 1846 auch Vortragender Rat im Geheimen Zivilkabinett und für Rekurs- und Konfliktsachen im Gesamtstaatsministerium.
1848 war er kurzfristig mit damit beauftragt, vorübergehend die Geschäfte des Außenministers wahrzunehmen, danach war er wieder Referent im Außenministerium. 1849 wurde er Geheimer Justizrat mit Vortrag im Justizministerium, ab 1851 auch im Geheimen Kabinett. 1851 wurde er Geheimer Legationsrat mit Vortrag im Außenministerium, wo er auch Protokollführer war. Ab 1855 war er Vertreter des Außenministers und ab 1856 Außenminister und Vorstand des Gesamtstaatsministeriums.
Zwischen 1859 und 1864 war er auf eigenen Wunsch in den Wartestand versetzt. 1864 wurde er kurhessischer Gesandter in Paris, 1865 Gesandter und Bevollmächtigter am Hof in Den Haag. 1866 vertrat er Kurhessen für den erkrankten Georg von Heßberg auf dem Bundestag. Nach der Annexion Kurhessens durch Preußen lebte er 1866 bis 1888 als Privatmann in Kassel und auf seinem Gut in Wolfsanger. Er war zusammen mit Rohe Exekutor des Testamentes von Kurfürst Friedrich Wilhelm I.
Neben seiner Aufgabe im Staatsdienst war er von 1833 bis 1835 und 1842 bis 1859 nebenamtlich einer der Direktoren der Leih- und Kommerzbank in Kassel. Er war Retter der Bank, als er diese während der Zahlungsunfähigkeit durch eine wesentliche Zahlung aus dem Privatvermögen mit weiterer Liquidität versorgte. 1850 bis 1853 war er Mitglied der Pensionsanstalt für Witwen und Waisen und 1851 der Ordenskommission. Er war mit Bernhardis Gründer der Kleinkinderbewahranstalt und gehörte mehr als fünfzig Jahre zu deren Verwaltungsdirektoren.

## Auszeichnungen
- Roter Adlerorden 2. Klasse
- Kommandeurskreuz 1. Klasse des Hausordens vom Goldenen Löwen
- 23. Juni 1854 Komturkreuz I. Klasse des großherzoglich hessischen Verdienstordens Philipps des Großmütigen[3]